# Fehér Lili
Fehér Lili, született Klein Lili (Budapest, Terézváros, 1899. április 8. – Budapest, 1948. január 9.) magyar színésznő, író.

## Életpályája
Klein Gyula (1869–1930) és Balogh Johanna leányaként született. Édesapja tekintélyes budapesti polgár, gazdag bútorkereskedő volt. Első férje Fehér Imre kereskedő volt, akihez 1917. augusztus 2-án ment feleségül és akitől 1921-ben elvált. Második férje Peti Sándor színész volt, ám ez a házassága is válással végződött. Színésznőként Rózsahegyi Kálmán színiiskolájában végzett. A korabeli színházi életben, mint legcsúnyább színésznőt tartották számon. Erről így nyilatkozott: 

„...én mindig színésznő akartam lenni, imádom a pályát. Rájöttem, hogy Pesten mindenkiből csak akkor lehet valaki, ha első valamiben, ha szuperlatívusz. Valamiben «leg» akartam lenni, így határoztam el, hogy én leszek a legcsúnyább. Boldogan mentem bele a múltkor a hirdetésbe is. Ha azt mondják az emberről: «az egy csúnya színésznő», — ez árt. Ha azt mondják: «ez a legcsúnyább», — az használ. Csak a tehetséggel nem sokra megy az ember...”

 Pályáját az Andrássy úti Színházban és az Akácfa utcai Új Színpadon kezdte. 1934-ben a Magyar Színház, 1935-ben a Bethlen-téri Színház szerződtette. 1936-ban a Király Színházban, illetve a Komédiában, 1937-től a Royal Színházban lépett fel. 1941-től csak az OMIKE Művészakció színpadán szerepelhetett. Leginkább vígjátékokban és karakterszerepekben tűnt fel. A korabeli kritika írta róla: 

„Fehér Liliben van valami őshumor. 15 éves fiúkat éppen olyan jól alakít, mint 80 éves öregasszonyokat.”

Magánéleti és anyagi problémái, valamint szakmai kilátástalansága miatt 1937-ben, öngyilkosságot kísérelt meg, de szerencsére ekkor még megmentették. Önéletrajzi témájú írásai magánkiadásban jelentek meg. Az 1943-ban kiadott A legcsúnyább pesti színésznő című vékonyka könyvében Bródy Lili, Kürthy Miklós, Szép Ernő, Lukács István, és Pünkösti Andor egy-egy írása is helyet kapott. 1945 őszén jelent meg a Nem ér a nevem... - Egy szökött zsidó naplója című könyve, amelyben az elmúlt esztendő keserveit írta meg. 1946-tól Major Tamás ugyan szerződtette, és így a Nemzeti Színház tagja lett, de szerepet nem kapott tőle. Feltételezhetően mellőzöttsége miatt 1948 januárjában öngyilkos lett.

## Színházi szerepeiből
- Vaszary Gábor: Az ördög nem alszik... Julcsa
- Vaszary Gábor: Szerelemről szó sincs... Szakácsnő
- Vaszary Gábor: Braun ki lesz csapva...
- Vaszary Gábor: A 13-as hordár...
- Bródy Sándor: Lyon Lea...
- László Aladár: Mindig a nők kezdik...
- László Miklós: Bubi...
- Nagy Endre: Borotválkozz meg Tóni!...
- Szenes Béla: Vadvirág...
- Szirmai Rezső – Rozványi Vilmos: Főúr fizetek!...
- Török Rezső: Lacikonyha...
- Török Rezső: A buksza...
- Vajda Pál – Földes Jolán: Vica...
- Ottó Fürt: A nemzet özvegye...
- Halló Tel-Aviv (kabaré)

## Filmes munkái
- Vica, a vadevezős (1933) – takarítónő
- Rotschild leánya (1934)
- Mámi (1937) – nevelőnő-jelölt
- 300.000 pengő az uccán (1937) – hölgy a mosodában
- A 111-es (1938) – néző

## Könyvei
- A legcsúnyább pesti színésznő (1943)
- Nem ér a nevem... – Egy szökött zsidó naplója (1945)